# Brăzești, Alba

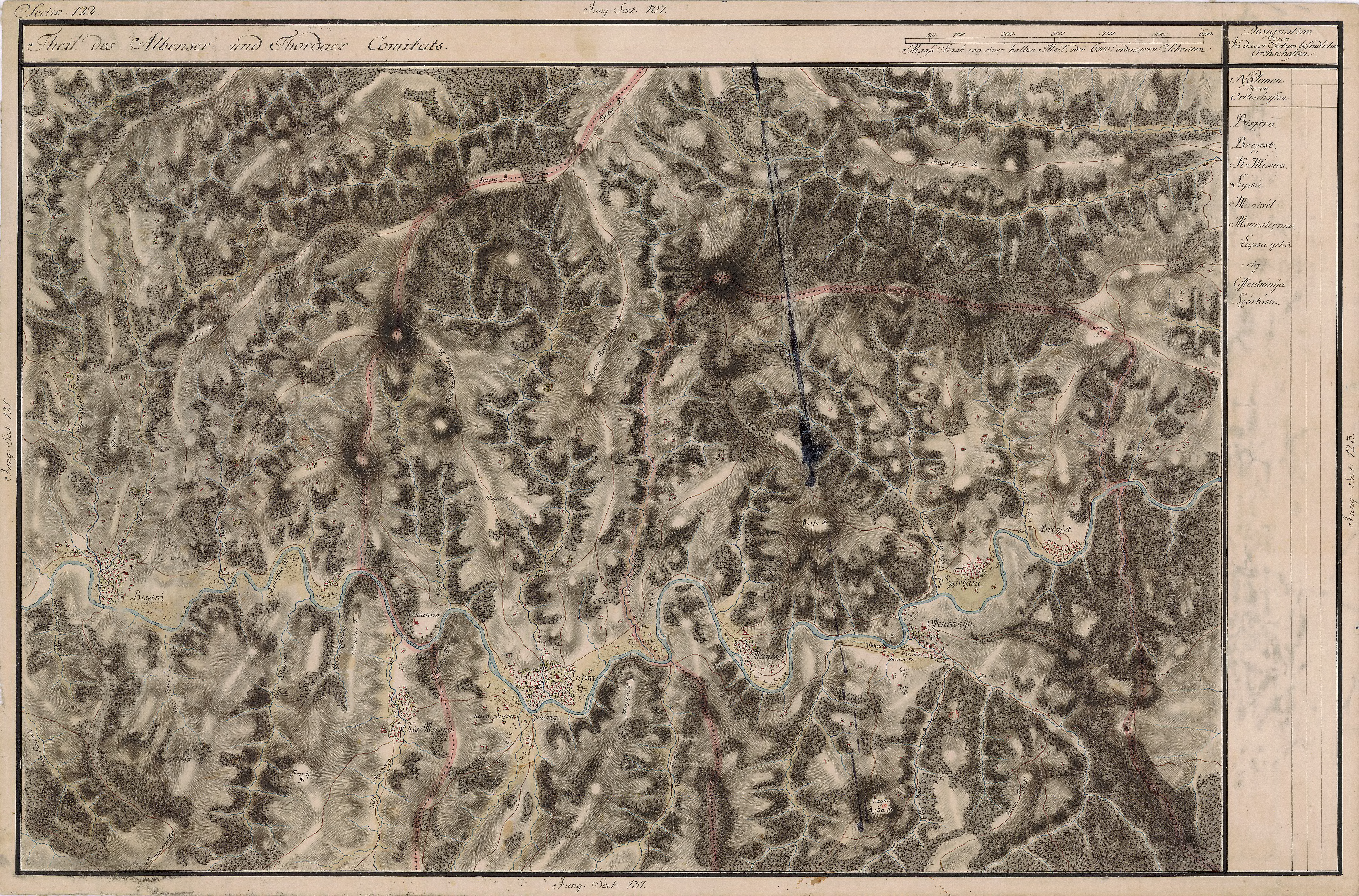
Brăzeşti (Brézésc) pe Harta Iosefină a Transilvaniei,
1769-1773 (Sectio 122)

Brăzești este un sat ce aparține orașului Baia de Arieș din județul Alba, Transilvania, România.

## Istoric
Pe Harta Iosefină a Transilvaniei din 1769-1773 (Sectio 122), localitatea apare sub numele de „Brézésc”.

## Lăcașuri de cult
- Biserica de lemn „Învierea Domnului” din 1767 este înscrisă pe lista monumentelor istorice din județul Alba[1] elaborată de Ministerul Culturii și Patrimoniului Național din România în anul 2010.

## Transporturi
Haltă de cale ferată a Mocăniței (în prezent inactivă). Halta este înscrisă pe lista monumentelor istorice din județul Alba, elaborată de Ministerul Culturii si Patrimoniului Național din România în anul 2010 (cod: AB-II-m-B-20914.07).